# Christopher Risell
Christopher Risell, född 16 mars 1687 i Risäter, Nedre Ulleruds socken, död 1 juli 1762 i Filipstad, var en svensk präst och riksdagsledamot.

## Biografi
Christopher Risell var son till kyrkoherden Niclas Risell och hans hustru Brita Welina, vars mor var syster till Matthias Iser. Fadern var kusin med amirallöjtnanten Anders Gyllenspak. Christopher Risell skrevs 1704 in vid Uppsala universitet, där han 1708 disputerade i filosofi för Johan Eenberg med  avhandlingen De decoro in conversatione servando, och andra gången 1712 för Olof Celsius d.ä. med De conclavi cardinalium. Därefter blev han sin morbrors adjunkt i dennes prebende Dingtuna. Han promoverades till magister året därefter, och 1716 blev han notarie i Västerås konsistorium. 1721 lämnade han sitt vigningsstift för tjänsten som kyrkoherde i Bolstads socken i Dalsland där han 1728 blev kontraktsprost, men överflyttade 1743 till Filipstad och blev 1745 kontraktsprost över Näshärads kontrakt.
Risell var fullmäktig för Karlstads stift vid riksdagarna 1727, 1731, 1740 och 1742.
Risell gifte sig 1719 med Maria Kalsenia, som var dotter till Olaus Kalsenius och Anna Rudbeckius, syster till Andreas Kalsenius, halvsyster till Nils Barchius och dotterdotter till Nicolaus Johannis Rudbeckius. Makarnas son Olof adlades Risellschöld.
Vid Christopher Risells jordfästning hölls likpredikan av superintendenten i Karlstads stift, Nils Lagerlöf.